# Ямабэ, Канаэ
Канаэ Ямабэ (яп. 山部 佳苗; 22 сентября 1990, Саппоро) — японская дзюдоистка, представительница тяжёлой весовой категории. Бронзовая призёрка летних Олимпийских игр в Рио-де-Жанейро, обладательница бронзовой медали чемпионата мира в личном зачёте, чемпионка мира в командном зачёте, победительница Универсиады в Шэньчжэне, победительница и призёрка многих соревнований национального и международного значения.

## Биография
Канаэ Ямабэ родилась 22 сентября 1990 года в городе Саппоро на острове Хоккайдо. Активно заниматься дзюдо начала в возрасте шести лет.
Впервые заявила о себе в сезоне 2009 года, выиграв серебряную медаль в абсолютной весовой категории на летней Универсиаде в Белграде и получив бронзу на молодёжном чемпионате мира в Париже. Год спустя дебютировала в зачёте Кубка мира, в частности завоевала бронзовую медаль на этапе в Болгарии и серебряную медаль на этапе в Южной Корее. Одержала победу в командной дисциплине на Универсиаде в Шэньчжэне.
В 2015 году Ямабэ побывала на чемпионате мира в Астане, откуда привезла награду бронзового достоинства, выигранную в тяжёлой весовой категории — на стадии четвертьфиналов уступила китаянке Юй Сун. При этом в командном зачёте японки заняли первое место. Благодаря череде удачных выступлений удостоилась права защищать честь страны на летних Олимпийских играх 2016 года в Рио-де-Жанейро. В стартовом поединке взяла верх над литовской дзюдоисткой Сантой Пакените, затем в четвертьфинале победила представительницу Нидерландов Тесси Савелкоулс, но в полуфинале была побеждена титулованной кубинкой Идалис Ортис. В утешительной встрече за третье место прошла представлявшую Турцию Кайру Сайит и завоевала тем самым бронзовую олимпийскую медаль.
Став бронзовой олимпийской призёркой, Канаэ Ямабэ осталась в основном составе японской национальной сборной и продолжила принимать участие в крупнейших международных турнирах. Так, в феврале 2017 года она выиграла серебряную медаль на турнире Большого шлема в Париже.